# Kuldscha lobbichleri
Kuldscha lobbichleri là một loài bướm đêm trong họ Geometridae.